# 吉斯多夫
吉斯多尔夫是德国莱茵兰-普法尔茨州的一个市镇。总面积3.55平方公里，总人口139人，其中男性65人，女性74人（2011年12月31日），人口密度39人/平方公里。